# Luftfahrtbetriebsstoff
In Deutschland wurden als Luftfahrtbetriebsstoffe im Sinne des § 4(1)3 des seit 2006 nicht mehr gültigen Mineralölsteuergesetzes (BGBl. 1992 I S. 2150) Flugbenzine (AvGas und Kerosin), deren Researchoktanzahl den Wert 100 ROZ nicht unterschreitet (AvGas), leichter Flugturbinenkraftstoff und Flugturbinenkraftstoff (mittelschweres Öl), wenn diese in Luftfahrzeugen verwendet werden (Kerosin), zusammengefasst.
Nach dem heute gültigen Energiesteuergesetz wird die Flugzeugsteuerbefreiung in § 27 nunmehr ohne die Verwendung des Begriffs „Luftfahrtbetriebsstoff“ geregelt.